# Stéphane Gori
Pour les articles homonymes, voir Gori.
Stéphane Gori, né le 17 mai 1969 à Ajaccio, est un footballeur français désormais dirigeant au GFC Ajaccio.

## Biographie

### Joueur

#### En club
Il commence sa carrière à 18 ans en 1987 au GFC Ajaccio. Pour sa première saison en Division 2, il dispute cinq rencontres. L'équipe termine 16ème de son groupe et est reléguée en Division 3. Après deux saisons à ce niveau, l'équipe retrouve la deuxième division. En 1988-1989, il remporte la Coupe de Corse en battant le CABG Lucciana 1-0. 
En 1992, il atteint avec le Gazélec les quarts de finale de la Coupe de France, en s'inclinant face à l'AS Monaco.
En 1992-1993, malgré une 13e place, le club est relégué au troisième niveau à cause de la refonte de championnats. Lors de cette même saison, l'équipe remporte à nouveau la Coupe de Corse aux tirs au but face à l'UJO Sartène (2-2 3-2).
Au total, Stéphane Gori dispute avec le Gazélec 67 matchs en Division 2, pour un seul but inscrit.
En 1994, il rejoint le Stade brestois qui évolue également en National 1. Après une saison, il revient au GFC Ajaccio.
Il termine sa carrière par trois saisons en Division 3 et prend sa retraite à seulement 29 ans en 1998.

#### En sélection
Le 30 août 1992, il honore sa première sélection avec la Corse. La Squadra Corsa tient alors la Juventus en échec 0-0.

## Palmarès
| GFC Ajaccio - Coupe de Corse (2) : - Vainqueur : 1988-89 et 1992-93. |